# Cinéma allemand
Le cinéma allemand est l'un des cinémas nationaux à l'histoire la plus prestigieuse. La création cinématographique en Allemagne a fortement été marquée par les ruptures politiques et sociologiques qu'a connues le pays. Les deux guerres mondiales et la séparation en deux États distincts (RFA et RDA) appartenant à des groupes antagonistes (OTAN et pacte de Varsovie, capitalisme et communisme) l'ont influencée au plus haut point. On doit citer en particulier le rôle normalisateur que jouèrent les sociétés ou organismes cinématographiques, particulièrement la UFA (Universum Film AG) et la DEFA (Deutsche Film AG).

## Origines (1895-1905)

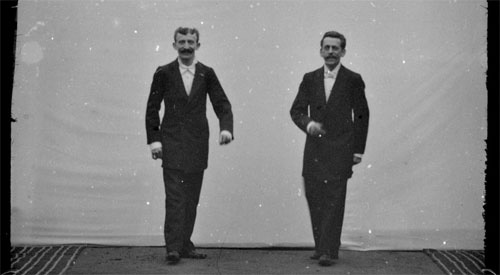
Les frères Skladanowsky, des pionniers du cinéma allemand.

En 1895, les frères Max et Emil Skladanowsky présentent publiquement des images photographiques animées au Wintergarten grâce à leur bioscope (un système de caméras et appareils de projection jumeaux, utilisant deux bandes distinctes d'images, enregistrées puis projetées alternativement) dès le 1er novembre, trois ans après la première projection sur grand écran d'Émile Reynaud, mais plus d'un mois avant la première démonstration publique des frères Lumière (les précédentes ayant eu lieu dans un cadre privé). Wim Wenders leur a consacré le film Les Lumière de Berlin (Die Gebrüder Skladanowsky), sorti en 1995.
Outre les frères Skladanowsky, d'autres personnalités allemandes ont participé à l'éclosion du cinéma comme les Berlinois Oskar Messter et Max Gliewe, qui ont été les premiers à utiliser la croix de Malte dans un projecteur, ou encore Guido Seeber, qui a été le premier directeur de la photographie du cinéma allemand.

## Les débuts de l’industrie cinématographique (1905-1918)

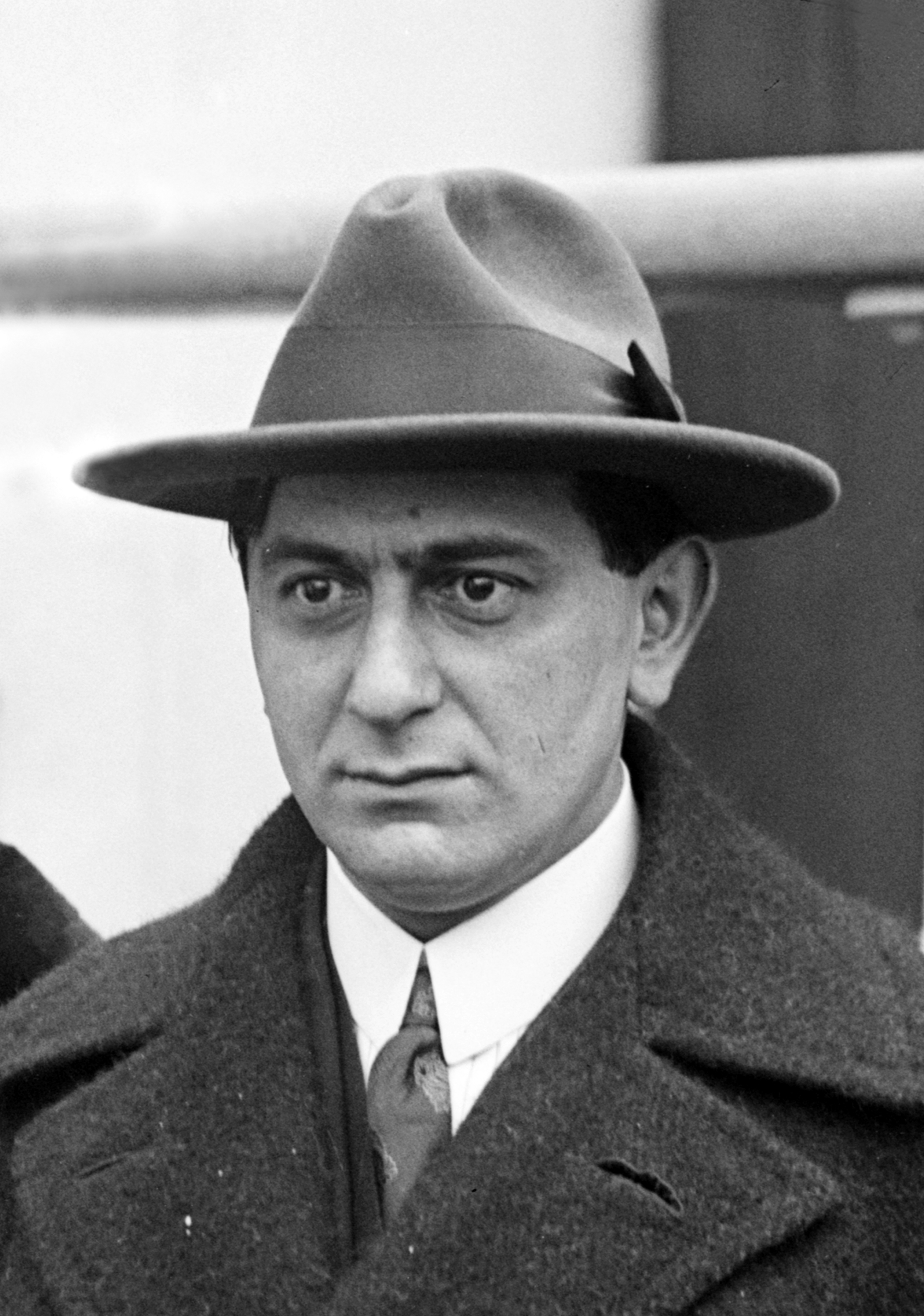
Ernst Lubitsch.

Parmi les premiers réalisateurs de cette période figurent Franz Porten, Carl Froelich et Otto Rippert.
Très tôt, le Kaiser s'intéresse à ce nouveau médium et fait réaliser des films pour son propre compte, ouvrant la voie à l'utilisation politique du cinéma.
Cette vocation connaît un nouvel essor pendant la Première Guerre mondiale, notamment lorsque la UFA est créée afin de contrer la propagande anti-allemande lancée par les États-Unis qui viennent d'entrer en guerre. Après des années d'hésitation et la réalisation des premiers films phares comme L'Étudiant de Prague de Stellan Rye et Paul Wegener (1913), la production allemande se développe considérablement durant cette période, tant sur le plan commercial que sur le plan artistique, à travers les comédies d'Ernst Lubitsch, les drames de Rudolf Biebrach, les films à caractère historique de Carl Froelich, les films d'aventures de Harry Piel ou les films de science-fiction d'Otto Rippert, qui préfigurent le style expressionniste.
Au lendemain de la guerre, les difficultés économiques amènent l'État allemand à vendre sa participation dans la UFA à la Deutsche Bank. Cette privatisation marquera un changement de cap majeur puisque l'industrie cinématographique allemande aura désormais pour objectif de produire des films de qualité pouvant être exportés. Le septième art germanique devient alors le miroir d'une époque tourmentée, où le chômage et l'inflation constituent le quotidien d'une grande part de la population, c'est l'émergence des Aufklärungsfilme, les films d'éducation sexuelle.
Une bonne partie de ces films flirtent en fait avec la pornographie sous prétexte pédagogique. Des manifestations populaires sont organisées pour protester dans toute l'Allemagne et des actions juridiques sont entreprises. Après avoir envisagé une nationalisation, c'est finalement une loi de censure nationale qui est adoptée en mai 1920. Dans les faits, elle interdit seulement l'accès au cinéma aux enfants de moins de 12 ans et le limite à des films ayant obtenu un certificat spécial pour les adolescents jusqu'à 18 ans. Aucun film ne peut cependant être interdit à cause de son contenu.

## Le cinéma sous larépublique de Weimar(1918-1933)

### L’expressionnisme

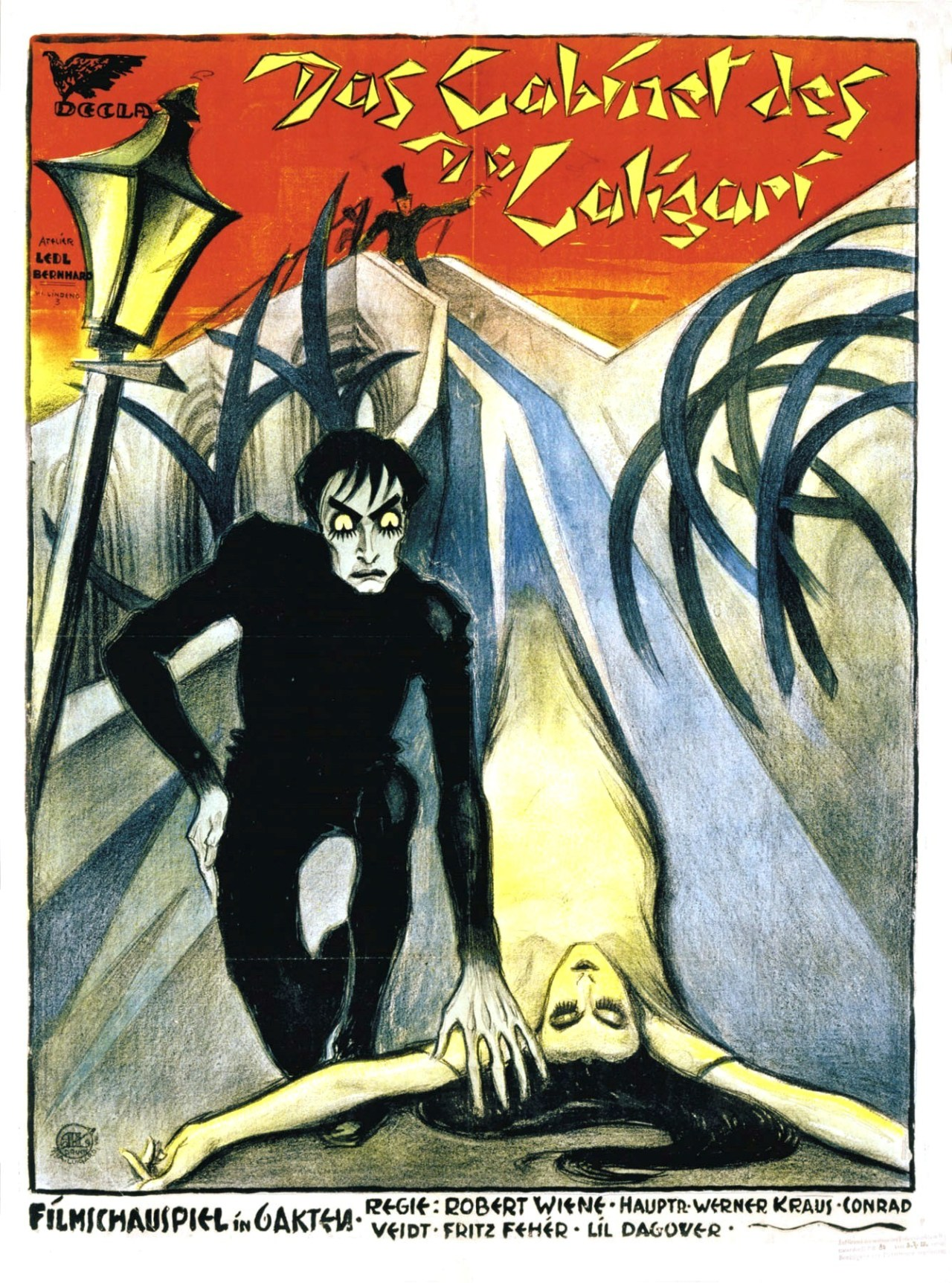
Le Cabinet du docteur Caligari.

Apparu avant la Première Guerre mondiale en peinture comme en littérature, l'expressionnisme allemand connaît son apogée dans les années 1920 avec le cinéma, dont les plus éminents représentants sont Friedrich Wilhelm Murnau (Nosferatu le vampire, Faust, une légende allemande), Fritz Lang (Les Trois Lumières, la série des Docteur Mabuse, Metropolis) et Robert Wiene (Le Cabinet du docteur Caligari, le film-manifeste du cinéma expressionniste).
Marquent également le cinéma expressionniste les réalisateurs Paul Wegener (Le Golem, réalisé avec Carl Boese), Karlheinz Martin (De l'aube à minuit), Arthur von Gerlach (La Noce au pied de la potence) et Arthur Robison (Le Montreur d'ombres), les scénaristes Carl Mayer, Henrik Galeen, Thea von Harbou et Hans Kyser, les opérateurs Karl Freund, Carl Hoffmann et Fritz Arno Wagner. Ces derniers jouent alors, par leur photographie, un rôle important dans l'élaboration d'un style expressionniste au cinéma, avec l'aide de décorateurs comme Otto Hunte, Walter Reimann, Walter Röhrig et Hermann Warm.
L'expressionnisme cinématographique utilise les ressorts de l'expressionnisme pictural et en accentue les traits les plus caractéristiques comme le primat donné à l'émotion, la recherche de la plus grande expressivité, la représentation outrée ou déformée du monde, l'irruption du fantastique dans le réel ou encore la confusion entre le cauchemar et la réalité. Dès 1926, le critique allemand Rudolf Kurtz l'analyse comme un mode de représentation ou simplement un procédé stylistique qui consiste à créer une certaine atmosphère (Stimmung) permettant de rendre visibles les rapports cachés entre les objets.
Le cinéma allemand met alors en scène l'imaginaire avec une audace surprenante et parfois des budgets pharaoniques (Metropolis). C'est l'époque où règne ce que la critique d'origine allemande Lotte Eisner appellera l'« écran démoniaque » (Die dämonische Leinwand), renvoyant ainsi l'expressionnisme cinématographique à certains thèmes ambigus et sombres du romantisme allemand. Un autre critique d'origine allemande, Siegfried Kracauer, montrera combien ce style de cinéma aura révélé les dispositions psychologiques de la société allemande, déchirée entre son désir d'émancipation et son besoin d'autorité après la défaite de 1918, dont le nazisme sut profiter (cf. De Caligari à Hitler).

### La Nouvelle Objectivité et le cinéma expérimental

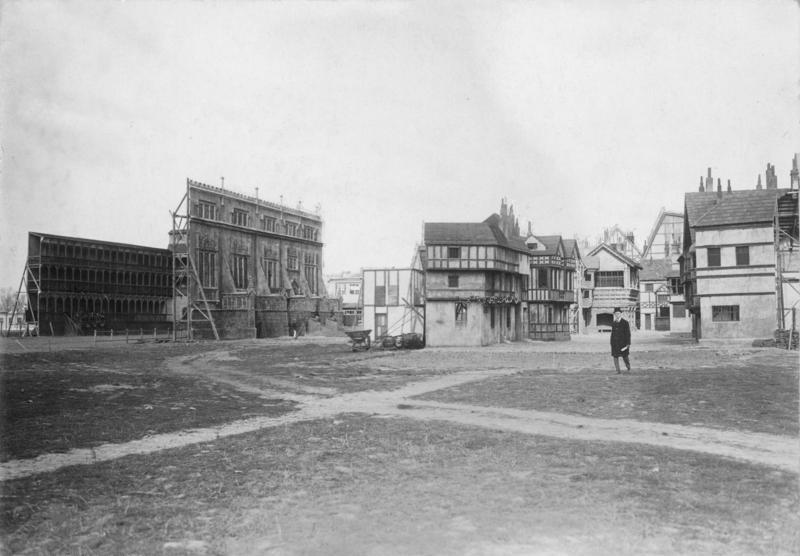
Les studios de l'UFA à Berlin-Tempelhof, vers 1920.

En marge de l'expressionnisme, il existe néanmoins d'autres courants cinématographiques qui se veulent plus réalistes ou, au contraire, plus avant-gardistes.
En réaction contre l'expressionnisme, s'inscrivent en particulier le courant du film de chambre (Kammerspiel), qui relève du naturalisme social comme les films de Paul Leni et Leopold Jessner (Escalier de service), et surtout le courant résolument réaliste du film de rue (Strassenfilm), proche du mouvement artistique de la Nouvelle Objectivité (Neue Sachlichkeit), qui s'exprime à travers les œuvres de Georg Wilhelm Pabst (La Rue sans joie, Loulou, L'Opéra de quat'sous), de Bruno Rahn (La Tragédie de la rue) ou de Phil Jutzi (Sur le pavé de Berlin). La Nouvelle objectivité au cinéma cherche à décrire et à comprendre la réalité sociale en s'attachant notamment aux rapports entre les différentes classes de la société. Il traite aussi de sujets en rapport avec la morale et jugés scandaleux à l'époque comme la sexualité, l'avortement, la prostitution, l'homosexualité et la toxicomanie.
Se distinguant à la fois de l'expressionnisme et du réalisme, d'autres artistes ou cinéastes explorent des voies nouvelles et ouvrent la voie à un cinéma expérimental à l'image des films dadaïstes de Hans Richter et Viking Eggeling, des films documentaires de Walter Ruttmann, comme Berlin, symphonie d'une grande ville (Berlin: Die Sinfonie der Großstadt, 1927), et des films d'animation d'Oskar Fischinger ou de Lotte Reiniger. De son côté, le réalisateur Arnold Fanck donne naissance, entre réalisme et romantisme, à un genre particulier qui est le cinéma de montagne (voir notamment La Montagne sacrée, avec Leni Riefenstahl).

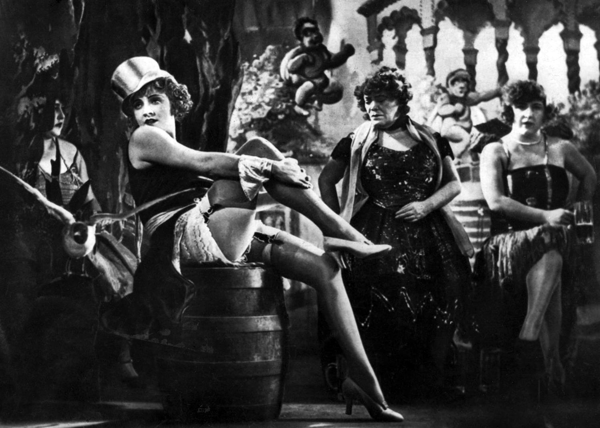
Marlene Dietrich, dans une scène fameuse de L’Ange bleu.

Dans les années 1920, les principaux grands studios allemands sont alors Babelsberg près de Berlin (voir également le studio Prana Film, spécialisé dans la production de films ésotériques) et Geiselgasteig (aujourd'hui les Bavariastudios) à Munich. À cela, s'ajoute un important système de production autour de la UFA qui permet au cinéma allemand de rivaliser avec le cinéma américain pour occuper la première place au monde.
Le prestige du cinéma allemand est tel que, dès la seconde moitié des années 1920, des cinéastes allemands sont invités par les grands studios américains à venir travailler aux États-Unis. Des personnalités aussi importantes que Friedrich Wilhelm Murnau, Paul Leni, Wilhelm Dieterle ou Karl Freund quittent alors l'Allemagne pour les États-Unis.
L'apparition du cinéma parlant en Allemagne est suivie de la mode des films d'opérette, mais aussi de la sortie de films notables, comme Emile et les détectives de Gerhard Lamprecht ou Razzia in St Pauli de Werner Hochbaum, et même emblématiques, comme L’Ange bleu (Der blaue Engel) de Josef von Sternberg, avec Marlene Dietrich, et M le maudit de Fritz Lang. Ces films marquent pourtant la fin de l'âge d'or du cinéma allemand, avant l'arrivée d'Adolf Hitler au pouvoir.

## Le cinéma sous leTroisième Reich(1933-1945)
Dès l'arrivée au pouvoir des nazis, le style de la production change du tout au tout. Plus d'un millier de personnes travaillant dans les métiers du cinéma choisissent l'émigration ou y sont contraintes. Le cinéma allemand, qui a tenu tête à l'industrie hollywoodienne jusqu'à l'avènement du cinéma parlant, se voit privé de grandes personnalités parties à l'étranger, dont les réalisateurs Fritz Lang, Robert Wiene, Henrik Galeen ou, plus tard, Detlef Sierck (le futur Douglas Sirk), le chef opérateur Eugen Schüfftan et les acteurs Fritz Kortner, Peter Lorre, Conrad Veidt ou, plus tard, Brigitte Helm. En raison de la politique d’aryanisation du cinéma menée par le régime nazi, les Juifs ne peuvent plus exercer leur métier en Allemagne et des valeurs montantes du cinéma allemand, comme Kurt Bernhardt, Robert Siodmak ou Max Ophüls, sont ainsi contraintes à l'exil. Certains artistes qui ne peuvent fuir, comme Kurt Gerron, seront tués dans les camps de concentration.
Joseph Goebbels s'intéresse très tôt au potentiel du cinéma comme instrument de propagande. Il propose à Fritz Lang dont il admire certains films (Les Nibelungen, Metropolis) un poste dans la Internationale Filmkammer, IFK (Camera internazionale del film/Bureau international du cinéma). Fritz Lang — dont la mère était d'origine juive — refuse et s'exile en France avant de rejoindre les États-Unis. Goebbels peut néanmoins compter sur la collaboration de quelques pionniers du cinéma allemand comme Carl Froelich, Carl Hoffmann, Peter Ostermayr, Paul Wegener ou Walter Ruttmann, mais aussi de techniciens importants de la période expressionniste comme Fritz Arno Wagner, Günther Rittau, Otto Hunte, Walter Reimann, Walter Röhrig ou Hermann Warm. De grands acteurs de l'époque du muet et des débuts du parlant, par conviction ou par opportunisme, travaillent aussi pour une industrie cinématographique allemande désormais contrôlée par le pouvoir nazi : Alfred Abel, Lil Dagover, Gustav Fröhlich, Gustaf Gründgens, Emil Jannings, Rudolf Klein-Rogge ou Werner Krauss. Certaines personnalités du cinéma allemand qui professaient des idées de gauche sous la république de Weimar se rallient au nouveau régime comme les réalisateurs Phil Jutzi et, plus tard, Werner Hochbaum ou s'en accommodent à l'image de l'acteur Heinrich George ou des réalisateurs Erich Engel, Gerhard Lamprecht et même Georg Wilhelm Pabst, après son retour en Allemagne en 1939.

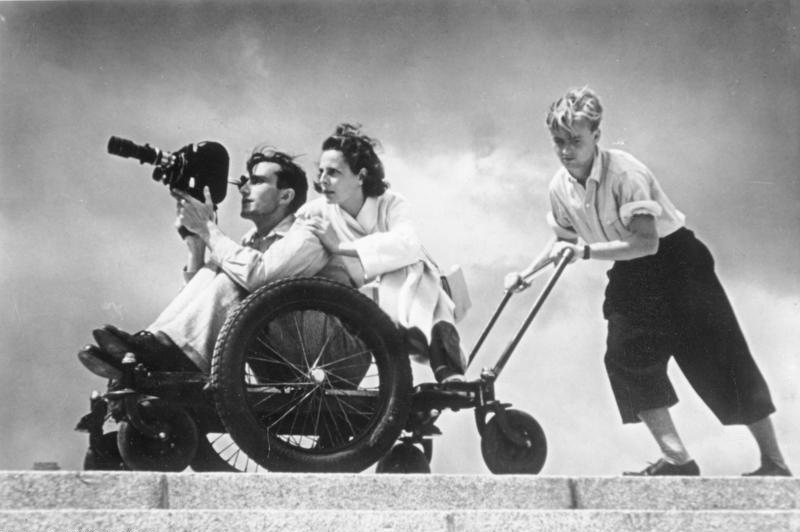
Leni Riefenstahl avec son cameraman, pendant le tournage des Dieux du stade, en août 1936.

La loi nationale-socialiste sur le cinéma est votée le 16 février 1934. Tous les scénarios sont contrôlés par un Reichsfilmdramaturg (censeur cinématographique du Reich) afin de vérifier leur conformité avec la doctrine nazie. Une fois le film terminé, il est soumis à un comité de censure issu du ministère de la Propagande. Cette procédure de contrôle s'applique également aux films étrangers.
Le régime nazi développe à l'instar du régime soviétique un cinéma de propagande en y mettant de grands moyens. Ce cinéma est vite dominé par la figure de Leni Riefenstahl. Dès 1934, elle filme le congrès de Nuremberg dans Le Triomphe de la volonté (Triumph des Willens), considéré comme le plus grand film de propagande de l'Histoire. Par la suite, elle magnifie les Jeux olympiques de 1936 à Berlin dans Les Dieux du stade (Olympia), inventant par là même de nouvelles techniques de cadrage et de montage qui influenceront de nombreux réalisateurs plus tard. D'autres cinéastes allemands de l'époque s'exercent avec un certain talent au cinéma de propagande comme Hans Steinhoff, le réalisateur du célèbre Jeune Hitlérien Quex (Hitlerjunge Quex, 1933), Veit Harlan, Karl Ritter ou encore Hans Bertram.
En dehors de quelques films phares, la production des films de propagande ne rencontre guère de succès auprès des spectateurs. Cherchant à distiller le message nazi dans des films grand public, le régime favorise la réalisation de films à caractère historique tels que La Jeune Fille Jeanne (Das Mädchen Johanna) de Gustav Ucicky (1935), qui donne à voir sous les traits d'une Jeanne d'Arc guidant un peuple désespéré une allégorie d'Hitler. De grandes figures de la culture ou de la science allemande sont célébrées à des fins de propagande comme dans La Lutte héroïque (Robert Koch, der Bekämpfer des Todes) de Hans Steinhoff (1939). L'essentiel de la production est néanmoins constitué par des films d'apparence légère à l'image de ceux de Willi Forst (Mazurka), de Herbert Maisch (La Valse du roi) et de Karl Hartl (On a tué Sherlock Holmes).
Pendant la Guerre, la production cinématographique se partage entre des films de propagande comme Le Juif Süss (Jud Süß) de Veit Harlan (1940), des films de divertissement comme Les Aventures fantastiques du baron Münchhausen (Münchhausen) de Josef von Baky (1943) ou Ce diable de garçon (Die Feuerzangenbowle) de Helmut Weiss (1944) et des films à caractère historique se situant entre le divertissement et la propagande comme ceux consacrés à Frédéric le Grand (avec régulièrement Otto Gebühr dans le rôle principal). C'est au plus fort de la Guerre que les plus grosses productions allemandes sont tournées à l'exemple de La Ville dorée (1942) ou de Kolberg (1944) de Veit Harlan. Les grandes fresques historiques ou les films de pure propagande comme Le Juif éternel (Der ewige Jude, 1940) de Fritz Hippler ou Retour au foyer (Heimkehr, 1941) de Gustav Ucicky laissent parfois la place à des histoires d’amour réalisées pour la première fois en couleur grâce à la technique allemande de l'Agfacolor (Frauen sind doch bessere Diplomaten de Georg Jacoby, 1941), ce qui permet au public d’échapper à la tristesse du quotidien et d'oublier l’horreur des bombardements.
Entre 1943 et 1944, au plus fort des bombardements alliés, le nombre de spectateurs dépasse pour la première fois le milliard, ce qui fait du cinéma allemand le deuxième au monde, après le cinéma américain. Les plus grands succès du cinéma allemand pendant la Guerre appartiennent au genre de la romance :
- Die große Liebe de Rolf Hansen, 1942 – 8 millions de Reichsmark (RM)
- Wunschkonzert de Eduard von Borsody, 1940 – 7,6 mio. de RM
- Frauen sind doch bessere Diplomaten de Georg Jacoby, 1941 – 7 mio. de RM
- Wiener Blut de Willi Forst, 1942 – 7 mio. de RM.

## Le cinéma d'après-guerre (1945-1960)
Au lendemain de la Seconde Guerre mondiale, le cinéma allemand est dépassé en qualité comme en quantité par les productions françaises et italiennes. Il mettra plusieurs années à se relever à la fois de l'émigration de quelques grandes personnalités et des conséquences de la défaite de 1945. Parmi les nombreux exilés germanophones à Hollywood, après les deux grandes vagues d'émigration datant de l'époque du muet et de la période nazie, ce sont notamment des réalisateurs d'origine autrichienne tels que Fritz Lang (avant son retour en Allemagne, en 1956), Otto Preminger et Billy Wilder qui triomphent de l'autre côté de l'Atlantique.
En Allemagne, des cinéastes compromis avec le régime nazi continuent de travailler après la Guerre : parmi eux, figurent des vétérans du cinéma de la république de Weimar comme Georg Wilhelm Pabst, Carl Boese, Carl Froelich et Gerhard Lamprecht, mais aussi d'anciens réalisateurs vedettes du Troisième Reich comme Veit Harlan, Gustav Ucicky, Willi Forst ou Karl Hartl. En outre, une nouvelle génération de cinéastes qui ont fait leurs classes pendant la période nazie, tels que Helmut Kaütner, Wolfgang Staudte, Kurt Hoffmann, Wolfgang Liebeneiner, Paul May, Harald Braun ou Harald Reinl, représente, à l'Ouest comme à l'Est, les meilleurs espoirs du cinéma allemand de l'après-guerre.

## Cinéma est-allemand (RDA) (1949-1990)

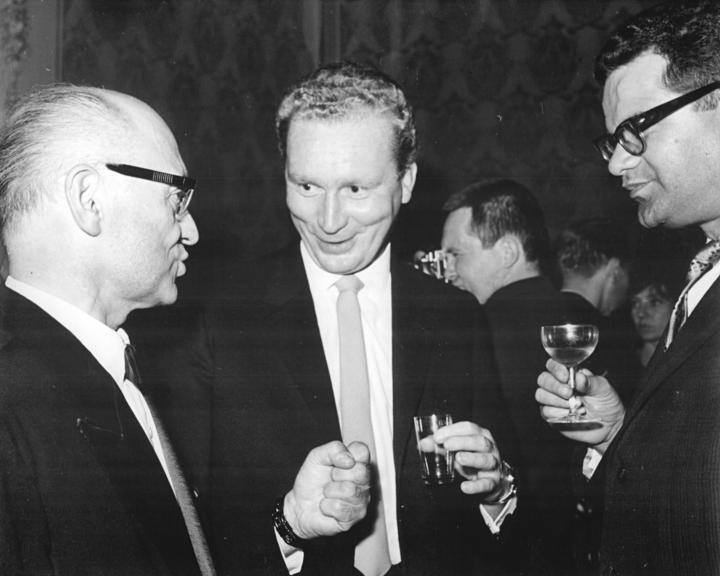
Konrad Wolf à droite.

Après la partition, c'est le cinéma est-allemand qui demeure le plus actif. Les autorités soviétiques relancent rapidement le cinéma en RDA, profitant du retour de quelques émigrés et l'exploitation des studios de Babelsberg, où est tourné le premier film allemand d'après la défaite, Les Assassins sont parmi nous (Staudte, 1946). L'État détient le monopole de la production cinématographique à travers la Deutsche Film Aktiengesellschaft (DEFA) et jusqu'aux années 1950 produit des films marqués par les thématiques de l'antifascisme et de la reconstruction. La DEFA connaît alors plusieurs succès, comme Quelque part dans Berlin (Lamprecht, 1946) ainsi que Mariage dans l'ombre (1947) et Les Quadrilles multicolores (1949), tous deux réalisés par Kurt Maetzig.
Les années qui suivent voient le cinéma est-allemand s'aligner sur l'orientation réaliste socialiste dictée par le SED. La glorification du prolétariat et l'illustration historique de la lutte des classes deviennent alors des sujets dominants. L'exemple le plus marquant est un diptyque de Kurt Maetzig sur la vie d'Ernst Thälmann (1954-1955), le leader du KPD mort en déportation. On voit cependant apparaître dans la deuxième moitié des années 1950 et au début des années 1960 de jeunes cinéastes qui arrivent à concilier les exigences politiques et les exigences artistiques. Parmi eux, Konrad Wolf (Étoiles, 1959, Le Ciel partagé, 1964), Gerhard Klein (La police des mineurs intervient, 1957) et Frank Beyer (Nu parmi les loups, 1961), sont des réalisateurs en partie inspirés par les nouvelles vagues européennes et qui portent un regard plus acéré sur les difficultés du développement socialiste. Mais l'essor de la création cinématographique est-allemande se heurte en 1965-1966 à une série de censures, qui touche même des cinéastes installés (Kurt Maetzig avec C'est moi le lapin). Le reprise en main idéologique par le SED freine pour plusieurs années le rayonnement culturel de la RDA.
Dans les années 1970, les cinéastes est-allemands se penchent de façon moins politisée sur la réalité socialiste (La Légende de Paul et Paula, 1975) et les problèmes de la vie quotidienne (Le Troisième, 1971, Solo Sunny de Konrad Wolf, 1980). Il se réapproprient aussi des moments et des personnages de l'histoire allemande (Goethe avec Lotte in Weimar, réalisé par Egon Günther en 1975, Beethoven avec Beethoven. Tage aus einem Leben de Horst Seemann en 1976, ou encore Georg Büchner dans le Addio, piccola mia de Lothar Warneke en 1979). À la fin de la décennie, à la suite de l'affaire Biermann, de nombreux acteurs et réalisateurs quittent la RDA pour l'Ouest (Manfred Krug, Eva-Maria Hagen, Jutta Hoffmann, Armin Müller-Stahl, Egon Günther). La DEFA, au début des années 1980, reste donc exsangue. Malgré l'hémorragie, des cinéastes comme Rainer Simon, Heiner Carow, Frank Beyer, Roland Gräf continuent de travailler aux côtés d'une nouvelle génération (Peter Kahane, Iris Gusner, Michael Gwisdek), parfois avec de petits succès. En 1985, par exemple, Rainer Simon remporte l'Ours d'or à Berlin pour La Femme et l'Étranger. Parmi les dernières œuvres du cinéma est-allemand se détachent encore Coming Out (Carow, 1989), Les Architectes (Kahane, 1990), Der Tangospieler (Gräf, 1991). Après la Réunification, au début des années 1990, la DEFA est progressivement démembrée.
On distingue plusieurs catégories de films :
- Films traitant de la Seconde Guerre mondiale : Les assassins sont parmi nous (Die Mörder sind unter uns) de Wolfgang Staudte avec Hildegard Knef, Étoiles (Sterne) de Konrad Wolf. À noter également Le Sujet de l'Empereur (Der Untertan) de Wolfgang Staudte, d'après le roman de Heinrich Mann, qui dénonce le militarisme allemand et, implicitement, sa responsabilité dans les deux guerres mondiales.
- Films de propagande officielle : les deux films de Kurt Maetzig consacrés à Ernst Thälmann, les films de Andrew et Annelie Thorndike pour le documentaire.
- Films critiques envers le régime : Spur der Steine (La Trace des pierres) de Frank Beyer, Denk bloß nicht, ich heule (Va pas croire que je chiale), Das Kaninchen bin ich (C'est moi le lapin).
- Films pour enfants (Kinderfilme) et films de "contes de fée" (Märchenfilme) : ils représentent jusqu'à un quart de la production de la DEFA. En 1953, L'Histoire du petit Muck (Wolfgang Staudte) connaît un succès international.
- Films de divertissement : ils sont généralement les plus plébiscités par le public de RDA. Ils se répartissent en plusieurs genres : les westerns, ou plutôt "films d'Indiens", dont ceux avec l'acteur yougoslave Gojko Mitić (Les Loups blancs, Spur des Falken, Le Fils de la Grande Ourse, etc.); les films ruraux ou régionaux (Heimatfilme); les comédies musicales (Ma femme fait de la musique, 1958, Heisser Sommer, 1968), les films d'espionnage (Strictement confidentiel, 1963, sorte de James Bond socialiste).
- Autres films, qui entrent dans des catégories spécifiques à la RDA, "films du présent" (Gegenwartsfilme) sur des sujets de société contemporains, "films du quotidien" (Alltagsfilme) qui ont une approche plus documentaire : La Légende de Paul et Paula de Heiner Carow (1973), un film romantique, sur un scénario d'Ulrich Plentzdorf et avec une musique des Puhdys. Le film est très influencé par la mode « Flower Power » et l'esprit de liberté des années 1970 et va à contre-courant de ce qui se faisait à l'époque. Il a d'ailleurs été interdit après que les acteurs principaux furent partis à l'Ouest. Il est aujourd'hui considéré comme un film culte en Allemagne : une rue à Berlin porte le nom de « Paul und Paula ».

À côté du cinéma de fiction, la RDA est particulièrement réputée pour son école documentaire, notamment à partir des années 1960. Volker Koepp, Jürgen Böttcher, ainsi que Barbara et Winfried Junge, avec leur projet au long cours Die Kinder von Golzow (1961-2007), sont des observateurs attentifs et exigeants de le réalité est-allemande. La vitalité du genre dans le pays concourt à la création du Festival du film documentaire de Leipzig.

## Cinéma ouest-allemand (RFA) (1949-1960)
Dans la zone d'occupation alliée, les fonctions de production, distribution et projection sont strictement séparées. Censée officiellement préserver la démocratie dans une perspective de dénazification, cette fragmentation permet également d'empêcher l'émergence d'un concurrent international sérieux. Placée sous la responsabilité de l’Office of War Information (Bureau de l'Information de Guerre), la politique cinématographique se donne pour objectif de culpabiliser et de rééduquer les Allemands. Ainsi des documentaires sur les camps de concentration sont diffusés ainsi que les actualités anglo-américaines (Welt im Film). Plus attirés par les fictions et le divertissement pour fuir le quotidien dans un pays en ruine, les Allemands se tournent donc vers le cinéma américain, provoquant l'effondrement de l'industrie cinématographique ouest-allemande qui ne produisait plus que 63 films en 1962.

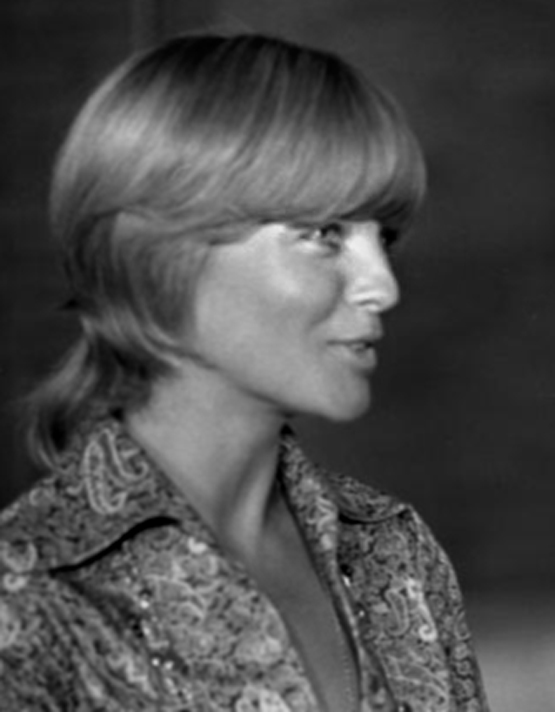
Romy Schneider.

La production reprend petit à petit. On distingue plusieurs catégories de films :
- Les Trümmerfilme (« films des décombres ») : premiers films tournés dans un pays en ruine, ambitieux, mais qui n'attirent qu'un public restreint, la plupart des gens préférant fuir le quotidien et rechercher une société intacte dans les Heimatfilme.
- Les Heimatfilme (« films de terroir ») : un genre spécifiquement allemand. Le mot Heimat, souvent traduit en français par « patrie », n'a rien à voir avec le nationalisme germanique, mais avec le terroir. Il s'agit en fait d'histoires d'amour ou d'héritage situées dans des régions de campagne, souvent les montagnes de Bavière, intrigues souvent empreintes de critique sociale. Les premiers films de ce genre étaient apparus dans les années 1920. Après la Seconde Guerre mondiale, ce sont les premiers à recevoir le visa des autorités d'occupation.
- Les films humoristiques avec Heinz Erhardt, Willy Milowitsch, Heinz Rühmann ; les comédies et semi-musicals : L'Auberge du Spessart de Kurt Hoffmann, avec Liselotte Pulver ; les histoires de marins avec le chanteur Hans Albers, qui fit une très longue carrière avant, pendant et après la Guerre.
- Les films traitant de la période nazie et la Seconde Guerre mondiale :
  - Liebe 47 de Wolfgang Liebeneiner, d'après la pièce Dehors devant la porte de Wolfgang Borchert ; Le Général du Diable de Helmut Käutner, avec Curd Jürgens ; La Fin d'Hitler et C'est arrivé le 20 juillet de Georg Wilhelm Pabst ; Le 20 Juillet de Falk Harnack ; Die Trapp-Familie de Wolfgang Liebeneiner, qui inspirera par la suite la comédie musicale La Mélodie du bonheur, créée à Broadway en 1959 ;
  - Les Antikriegsfilme, dénonçant la machine de guerre : Le Pont de Bernhard Wicki ; la trilogie 08/15 de Paul May, d'après un scénario d'Ernst von Salomon, avec Joachim Fuchsberger.
- Les adaptations des œuvres classiques : Faust de Peter Gorski, avec Will Quadflieg (Mephisto), Gustaf Gründgens (Faust) et Elisabeth Flickenschildt (Marguerite) ; Les Buddenbrook d'Alfred Weidenmann, d'après le roman de Thomas Mann, avec Liselotte Pulver et Hansjörg Felmy.

Des réalisateurs allemands qui avaient quitté l'Allemagne à l'avènement du Troisième Reich ou dans les années suivantes y font leur retour après la Guerre, dans la partie occidentale, à l'exemple de Robert Siodmak en 1951 (voir son film notable La Nuit quand le diable venait), Frank Wisbar en 1955 (voir notamment Chiens, à vous de crever !) et surtout Fritz Lang en 1956, qui y réalise un diptyque indien (Le Tigre du Bengale et Le Tombeau hindou) et un nouvel épisode de sa série sur Mabuse (Le Diabolique docteur Mabuse). De son côté, l'acteur Peter Lorre tente d'y faire son retour en réalisant un unique film remarqué par la critique, L'Homme perdu (1951).

### La Nouvelle Vague allemande (1960-1980)
Un Nouveau cinéma allemand naît dans les années 1960 sous l'influence de la Nouvelle Vague française. L'acte fondateur de ce nouveau cinéma est le Manifeste d'Oberhausen signé en 1962 à l'occasion d'un festival du court métrage par 26 jeunes cinéastes, qui entendent rompre avec le « cinéma de papa » (« Papas Kino ist tot » : « Le cinéma de papa est mort »). Ils défendent à la fois un cinéma d'auteur contre le cinéma commercial et un cinéma engagé, reflétant la réalité sociale allemande, contre le cinéma apolitique des années 1950.

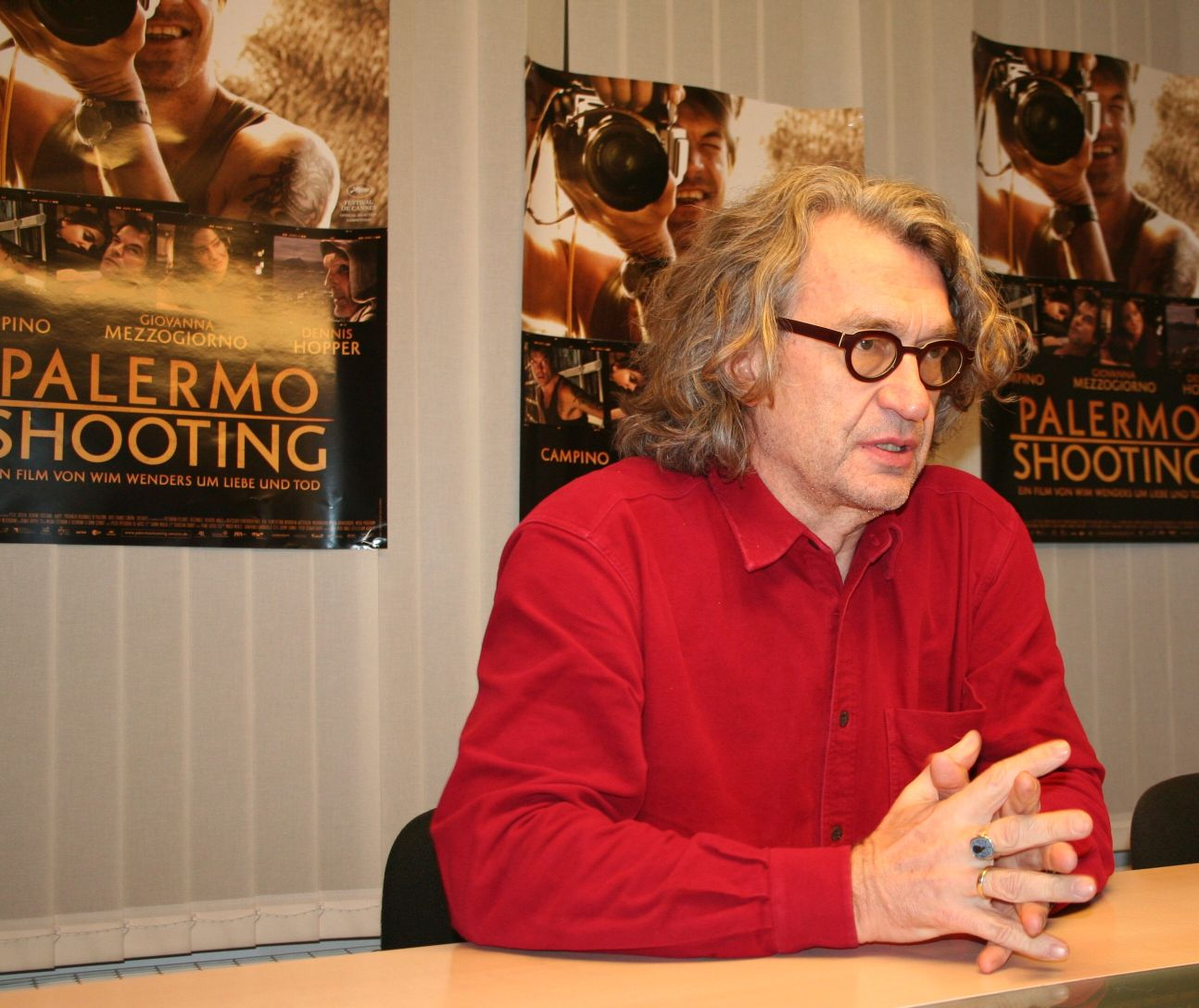
Wim Wenders en 2008.

Le nouveau cinéma allemand va de pair avec la contestation sociale qui se développe en Allemagne sur fond d'hostilité à la guerre du Viêt Nam dans la seconde moitié des années 1960 : le " mai 68 " allemand commence en 1967 avec la mort d'un manifestant (Benno Ohnesorg) lors de la visite du Chah d'Iran Reza Pahlavi. Ce fait survient au moment où les premiers films les plus significatifs d'une nouvelle génération de cinéastes commencent à sortir.
Parmi ces cinéastes, émergent alors les principales figures d'un mouvement qui contribue à un véritable renouveau du cinéma allemand : Alexander Kluge (Anita G.), Volker Schlöndorff (Les Désarrois de l'élève Toerless), Werner Herzog (Signes de vie), Peter Fleischmann (Scènes de chasse en Bavière), Rainer Werner Fassbinder (L'amour est plus froid que la mort) et, un peu plus tard, Werner Schroeter (La Mort de Maria Malibran) et Wim Wenders (L'Angoisse du gardien de but au moment du penalty). À la même époque, apparaît une autre figure importante, Hans-Jürgen Syberberg (Ludwig, requiem pour un roi vierge), qui se distingue des autres par un style lyrique et très esthétisant.
En marge du nouveau cinéma allemand, se développe un nouveau genre de film marqué par la vague de libération des mœurs, avec les films dits « d'éducation sexuelle » (Aufklärungsfilme) d'Oswalt Kolle, apparentés par le style aux films de terroir (Heimat), mais se passant surtout à batifoler dans le foin. La nouvelle vague renoue aussi, paradoxalement, avec le genre naturaliste du film en patois local (dialecte), auquel se rattache l'œuvre la plus connue de Peter Fleischmann, Scènes de chasse en Bavière (Jagdszenen aus Niederbayern). Plus tard, d'autres films relèveront également de ce genre, comme Journal d'une paysanne (Herbstmilch) de Joseph Vilsmaier ou Le Péché selon Sébastien (Wer früher stirbt, ist länger tot : « plus on meurt tôt, plus on est mort longtemps ») de Marcus H. Rosenmüller.

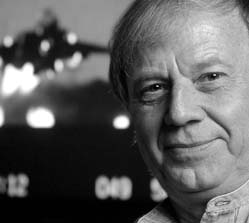
Wolfgang Petersen.

En comparaison de la Nouvelle Vague française, la « Nouvelle Vague allemande » (Neue Deutsche Welle) paraît beaucoup plus intellectuelle et, de ce fait, connaît rarement un succès commercial, même en Allemagne où les films américains représentent 80 à 90 % du marché. Les subventions publiques ou parapubliques constituent le mode de financement principal (près de 80 % du financement en 1977) de ce cinéma de qualité, qui, pourtant, comporte une forte dimension politique et parfois une vive critique des institutions sociales allemandes (voir par exemple L'Honneur perdu de Katharina Blum de Volker Schlöndorff). La télévision publique jouera également un rôle déterminant dans l'élaboration d'une œuvre aussi importante que Heimat d'Edgar Reitz.
Après avoir été influencés par le cinéma français (Nouvelle vague) ou américain (Nouvel Hollywood aussi bien que l'âge d'or de Hollywood), des réalisateurs appartenant à la mouvance du Nouveau cinéma allemand acquièrent une notoriété internationale et obtiennent parfois des succès publics à l'étranger comme Werner Herzog (Aguirre, la colère de Dieu), Volker Schlöndorff (Le Tambour), Rainer Werner Fassbinder (Lili Marleen), Wim Wenders (Paris, Texas) ou encore Wolfgang Petersen, avec Das Boot, le plus gros budget du cinéma allemand. Le déclin relatif de ce cinéma dans les années 1980 et l'attraction exercée par l'industrie cinématographique américaine pousseront néanmoins des cinéastes allemands à travailler aux États-Unis, temporairement (Volker Schlöndorff, Werner Herzog) ou plus durablement (Wolfgang Petersen, Roland Emmerich), ce qui constituera une troisième vague d'émigration d'Allemands à Hollywood, après celles des années 1920 et 1930.

## Le Frauenfilm (1970-1989)
Ces films prennent généralement les femmes comme protagonistes dans un but d'émancipation et mettent en avant leurs points de vue et problématiques spécifiques.
À partir du milieu des années 1970, le Frauenfilm a été marqué par des réalisatrices comme Margarethe von Trotta et Helma Sanders-Brahms en Allemagne de l'Ouest et par Evelyn Schmidt et Iris Gusner en Allemagne de l'Est. Il s'adresse principalement à un public féminin.

## Le cinéma d'après-réunification (1989-2016)

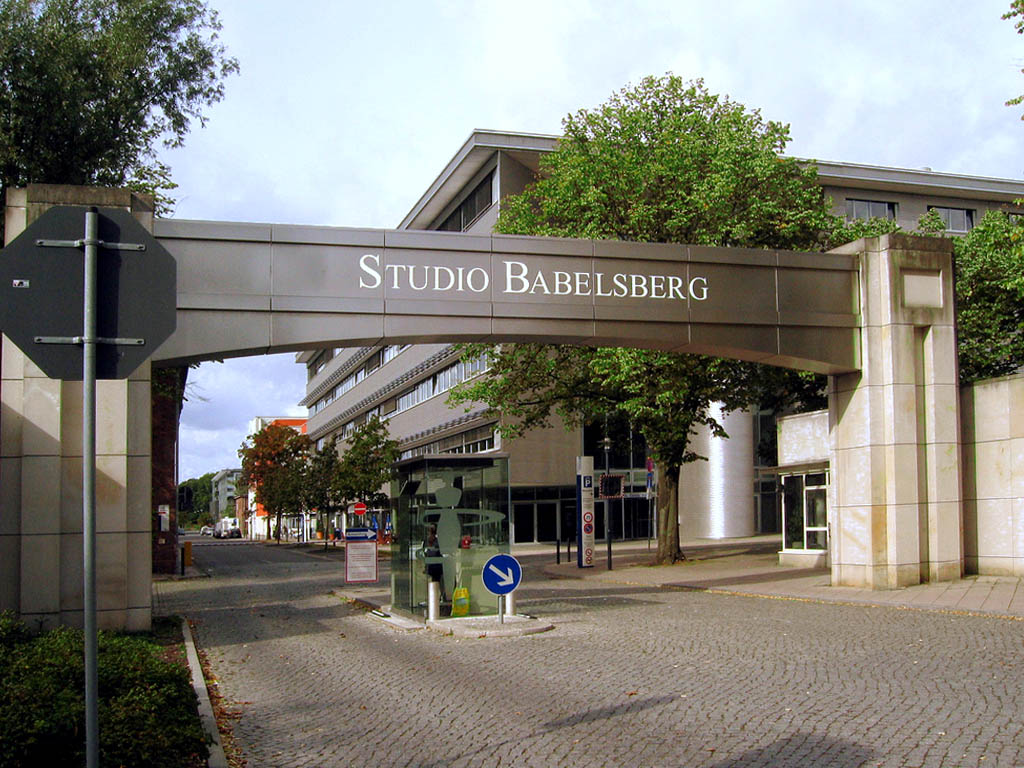
L'entrée des studios de Babelsberg à Potsdam (près de Berlin).

La production de films en Allemagne a nettement repris après les années 1980 : 60 par an dans les années 1990, 90 dans les années 2000, et davantage depuis.
Les studios de Babelsberg sont des studios de cinéma fondés en 1911 et situés dans la banlieue de Berlin à Potsdam (dans la localité homonyme). Ils deviennent rapidement un des centres mondiaux de la production cinématographique tant par le nombre de films tournés que par la qualité des réalisations. Après une longue période d'assoupissement pendant la période est-allemande, les studios Babelsberg ont retrouvé un rayonnement international.
En 1992, la Compagnie générale des eaux achète les studios de Babelsberg. Au même moment, une des deux télévisions régionales du nouveau Land s'y installe. De plus, les visites touristiques des mythiques studios rencontrent un franc et inattendu succès, et occupent à elles seules 120 personnes.
En 1993, un énorme projet propose de transformer les studios en « parc média » sous la direction d'Euromedien, coentreprise de la générale des eaux et de la CIP. Babelsberg est alors divisé en différentes structures. Les lieux de tournage emploient 260 personnes. Euromedien multiplie les mesures incitatives pour attirer les maisons de production et de post-production. Le succès est au rendez-vous ; aujourd'hui, 100 sociétés employant environ 2 000 personnes sont installées à Babelsberg. Beaucoup de télévisions privées ou publiques sont aussi présentes. 70 % des productions leur sont destinées.
Cependant, des superproductions internationales sont produites, comme The Grand Budapest Hotel de Wes Anderson ou The Ghost Writer de Roman Polanski. V pour Vendetta a été tourné à Londres et à Potsdam aux Studios de Babelsberg. Babelsberg bénéficie de tarifs 10 % moins chers que ceux d'Hollywood. De plus, l'État fédéral alloue des subventions aux productions tournées en Allemagne. Le décor naturel que propose la ville de Berlin est aussi très prisé des réalisateurs.

### Le cinéma rétrospectif
La chute du Mur de Berlin et la réunification de l'Allemagne ont fait naître chez des cinéastes qui n'ont pas ou peu connu la Guerre le besoin d'interroger l'histoire allemande du XXe siècle, aussi bien la période communiste pour la partie orientale du pays que la période du Troisième Reich.
Ainsi, sont apparus trois types de films : le premier jouant sur la nostalgie de l'Est (ostalgie) ; le deuxième visant à révéler l'oppression qui existait sous le régime communiste de la RDA ; le troisième traitant sous des angles nouveaux la période nazie, dont s'étaient quelque peu détournés les réalisateurs de la Nouvelle Vague allemande (Le Tambour de Schlöndorff, Lili Marleen de Fassbinder et Allemagne, mère blafarde de Helma Sanders-Brahms sont venus plus tard), contrairement aux cinéastes allemands de l'immédiat après-guerre et des années 1950.

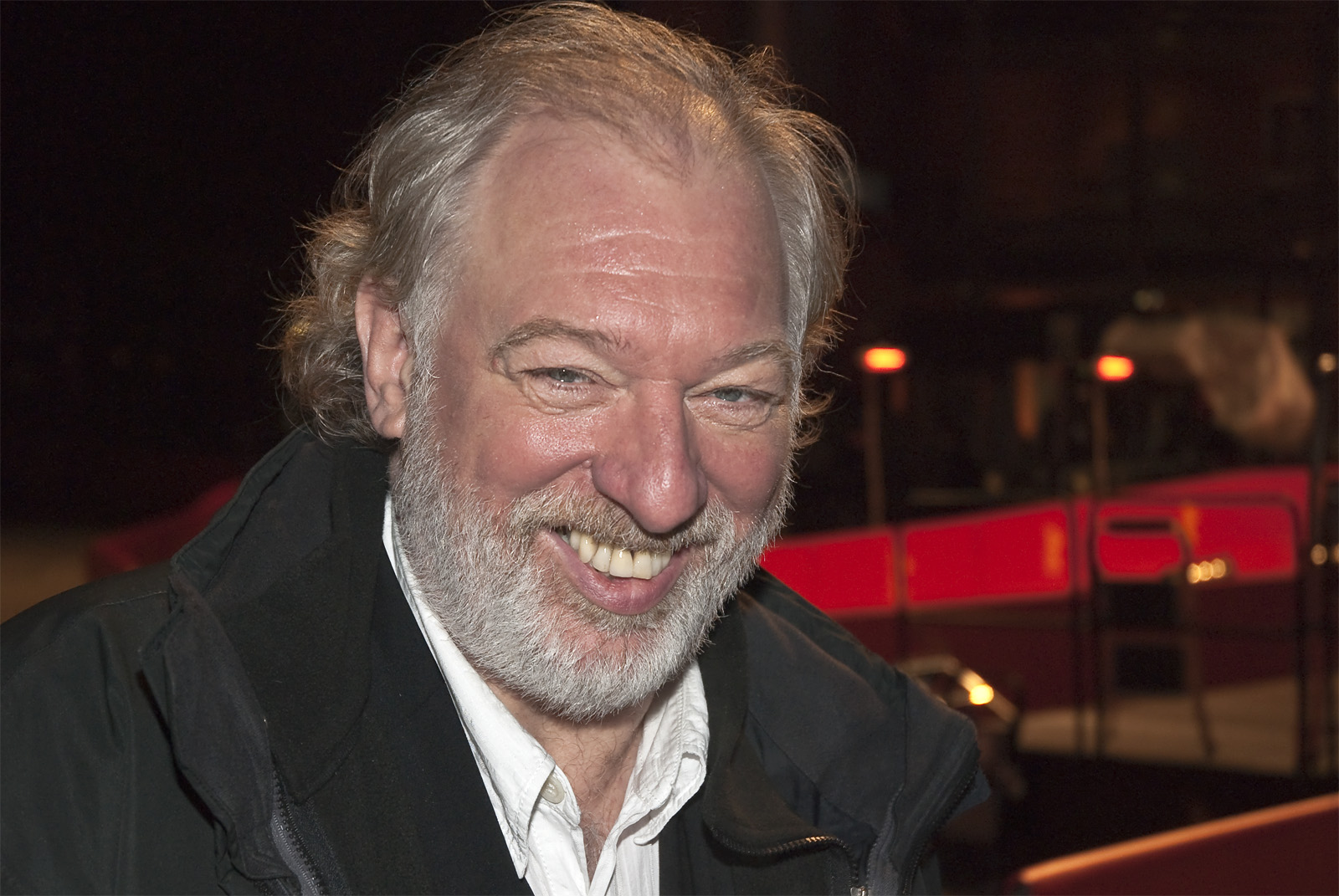
Wolfgang Becker.

- Comedian Harmonists de Joseph Vilsmaier (1997) ;
- Sonnenallee de Leander Haußmann (1999);
- Le Tunnel (Der Tunnel) de Roland Suso Richter (2001) retrace l'histoire vraie d'un groupe de personnes ayant creusé un tunnel sous le mur de Berlin dans les années 1960.
- Good Bye, Lenin! de Wolfgang Becker (2003) ;
- Der Stich des Skorpion (La piqûre du scorpion) avec Martina Gedeck et Jörg Schüttauf (2004), téléfilm adapté du roman autobiographique de Wolfgang Welsch Ich war Staatsfeind Nr. 1 (J'étais l'ennemi de l'État no 1), traite le thème de la fuite vers l'ouest ;
- La Chute (Der Untergang) de Oliver Hirschbiegel (2004) ;
- La Vie des autres (Das Leben der anderen) de Florian Henckel von Donnersmarck (2006) ;
- Die Frau vom Checkpoint Charlie (La femme de Checkpoint Charlie) avec Veronica Ferres (2007), téléfilm en deux volets, relate l'histoire vraie d'une mère séparée de ses filles pendant six ans ;
- Sophie Scholl - les derniers jours de Marc Rothemund (2005) sur La Rose blanche ;

Des films abordent également la persécution et la déportation des Juifs : Das zweite Gleis (La Voie de garage) : un wagon rempli de juifs affamés est abandonné sur une voie de garage dans un village, Rosenstrasse (La Rue des roses) de Margarethe von Trotta (2003), Les Faussaires (Die Fälscher) de Stefan Ruzowitzky (2007) et Le Labyrinthe du silence de Giulio Ricciarelli (2014). Par ailleurs, la fuite des populations civiles des provinces de l'est devant l'Armée rouge est évoquée dans un grand téléfilm à épisodes : Die Kirschenkönigin (La Reine des cerises).
En revanche, la période marquée par le terrorisme des années 1970-80 est moins traitée par le cinéma allemand (voir tout de même Les Trois vies de Rita Vogt de Volker Schlöndorff ou La Bande à Baader d'Uli Edel) que par le cinéma italien, alors même que l'expression « Années de plomb » pour désigner cette période doit beaucoup au film homonyme de Margarethe von Trotta sorti en 1981. Il faut préciser que d'autres figures du Nouveau cinéma allemand (Fassbinder, Kluge, Schlöndorff) ont évoqué plus tôt sur un mode critique le climat d'alors dans le film collectif L'Allemagne en automne (voir aussi Stammheim de Reinhard Hauff).

### Le jeune cinéma allemand

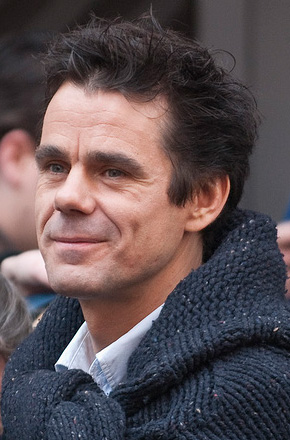
Tom Tykwer.

Dans les années 1990, le cinéma allemand a retrouvé, grâce à de nouveaux talents (Joseph Vilsmaier, Tom Tykwer, Peter Sehr, Caroline Link), une certaine vitalité, aussi bien artistique que commerciale. Mais de l'avis de la critique, c'est surtout depuis les années 2000 que l'Allemagne connaît un véritable renouveau cinématographique avec l'apparition d'une nouvelle génération de cinéastes réunis autour de la revue munichoise Revolver, fondée par Benjamin Heisenberg et Christoph Hochhäusler, ou encore de l'École de Berlin, représentée notamment par Thomas Arslan, Christian Petzold et Angela Schanelec.
Parmi les succès publics obtenus par de jeunes cinéastes durant cette période, on peut citer les films suivants :
- Paradis express de Thomas Jahn (1997) ;
- Bandits de Katja von Garnier (1997) ;
- Cours, Lola, cours (Lola rennt) de Tom Tykwer (1998) ;
- Nowhere in Africa (Nirgendwo in Afrika) de Caroline Link, (2001) ;
- Berlin is in Germany (2001) et Berlin Calling (2008) de Hannes Stöhr ;
- The Edukators (Die fetten Jahre sind vorbei) de Hans Weingartner, avec Daniel Brühl (2004) ;
- Alles auf Zucker! (2005) de Dani Levy ;
- Head-On (Gegen die Wand) et De l'autre côté (Auf der anderen Seite) de Fatih Akin (2004 et 2007) ;
- Quatre Minutes (2007) de Chris Kraus
- La Vague (Die Welle) de Dennis Gansel (2008)
- Almanya - Bienvenue en Allemagne de Yasemin Şamdereli (2011) ;
- Oh Boy (film, 2012) de Jan-Ole Gerster (2012) ;
- Who Am I: Kein System ist sicher (« Qui suis-je - Aucun système n'est sûr ») de Baran bo Odar (2014) ;
- Victoria de Sebastian Schipper (2015)
- Ungesagt de Claudia Boysen (2016)

## Écoles de cinéma

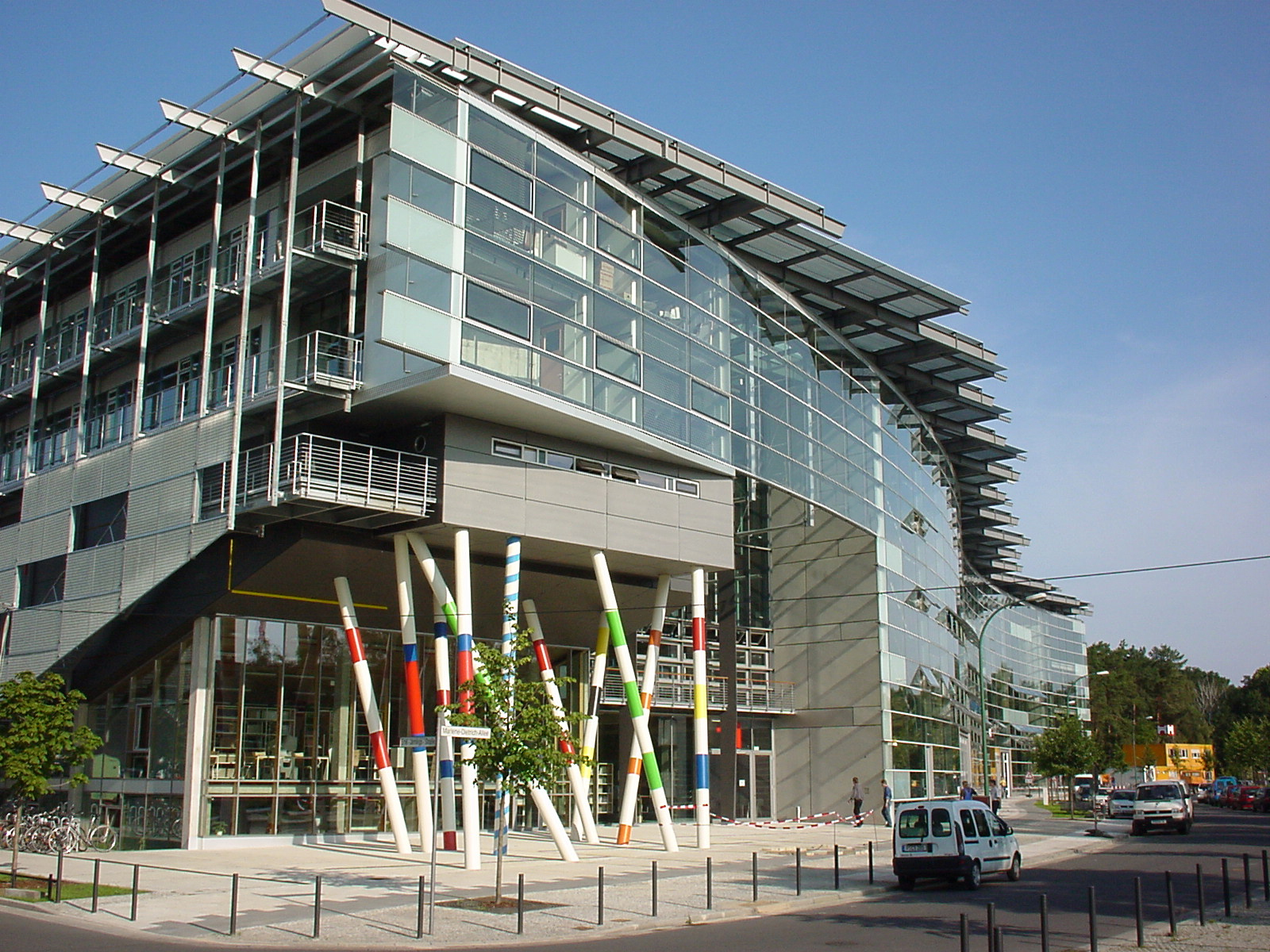
Filmuniversität Babelsberg.

Il existe en Allemagne un nombre important d'écoles de cinéma :
- La Hochschule für Fernsehen und Film de Munich
- La Filmakademie Baden-Württemberg de Ludwigsburg
- La Kunsthochschule für Medien de Cologne
- La Filmuniversität Babelsberg de Potsdam
- La Deutsche Film und Fernsehakademie à Berlin (DFFB)
- La Hochschule für bildende Künste à Hambourg

## Festivals du cinéma

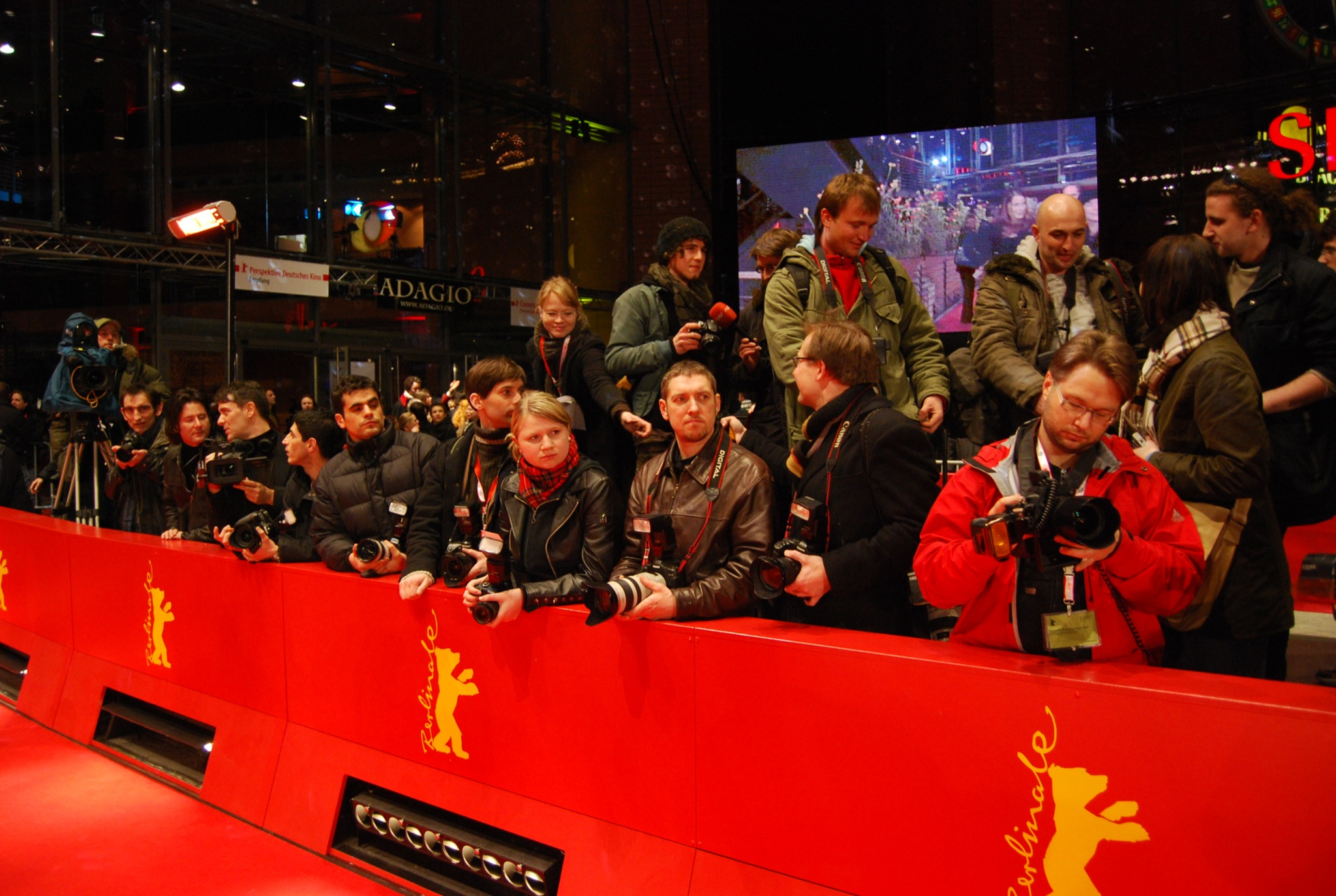
Journalistes à la Berlinale.

- Chaque année, à Berlin se déroule un festival cinématographique international prestigieux, la Berlinale, au cours duquel sont décernés les Ours (Bär en allemand, en raison du blason de Berlin), équivalents des palmes cannoises ou des lions vénitiens. Un important marché de films, des rétrospectives et des sections parallèles complètent la manifestation, portée par la compétition internationale de longs métrages.
- Le Festival du film de Munich est un événement reconnu.
- La région de Franconie a également son festival du cinéma qui se tient à Hof.

## Listes d'acteurs et de metteurs en scène
- Les patronymes sont classés par ordre alphabétique. Du fait de la communauté de langue, de nombreux acteurs apparaissent aussi dans l'article cinéma autrichien.

### Actrices
- Senta Berger (née à Vienne)
- Lil Dagover (née aux Indes orientales néerlandaises, aujourd'hui Indonésie)
- Marlene Dietrich
- Veronica Ferres
- Martina Gedeck
- Therese Giehse
- Uschi Glas
- Emmy Göring
- Brigitte Helm
- Christiane Hörbiger (née à Vienne)
- les sœurs Kessler
- Nastassja Kinski
- Hildegard Knef
- Diane Krüger
- Gudrun Landgrebe
- Inge Meysel
- Christine Neubauer
- Lilli Palmer
- Franka Potente
- Henny Porten
- Liselotte Pulver (née en Suisse)
- Katja Riemann
- Marianne Sägebrecht
- Romy Schneider (née en Vienne)
- Hanna Schygulla (née en Haute-Silésie, région aujourd'hui en Pologne)
- Elke Sommer
- Nina Hoss

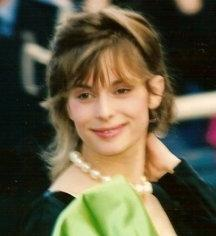
Nastassja Kinski.
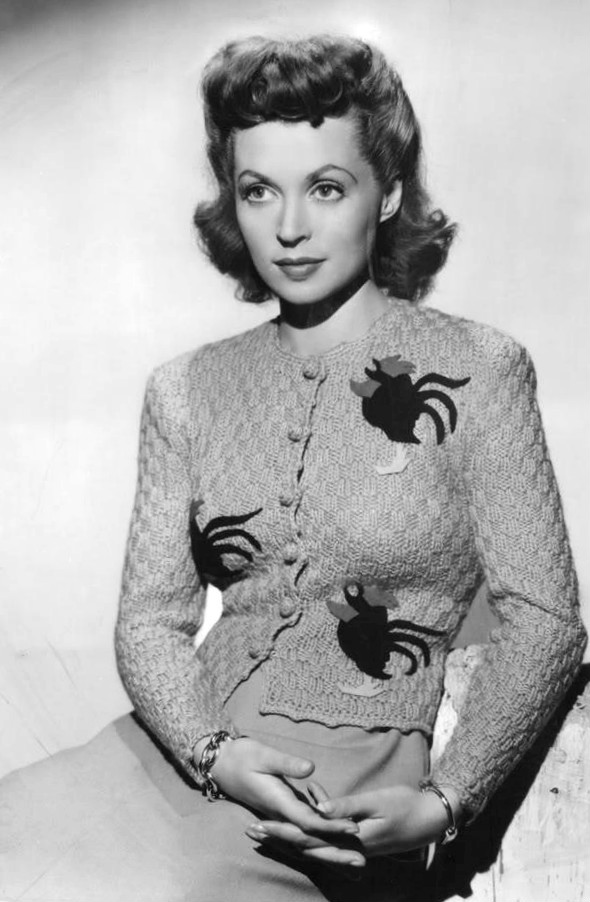
Lilli Palmer.
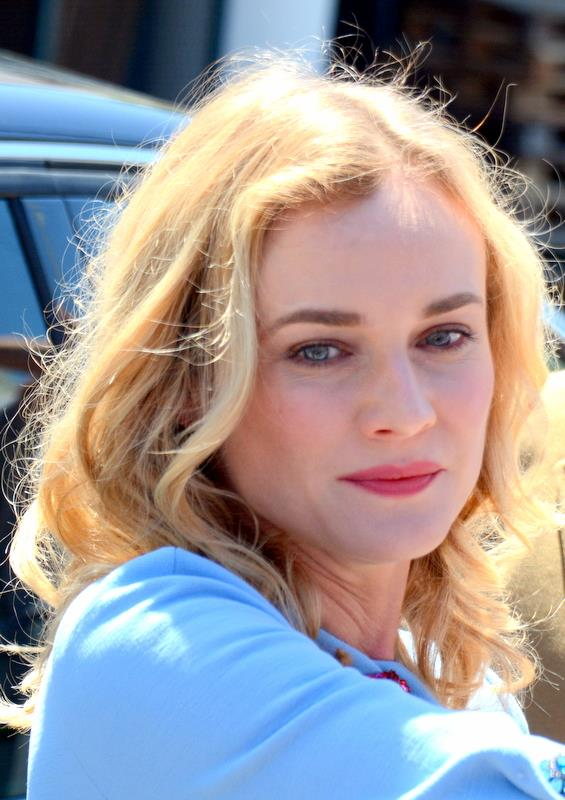
Diane Krüger.
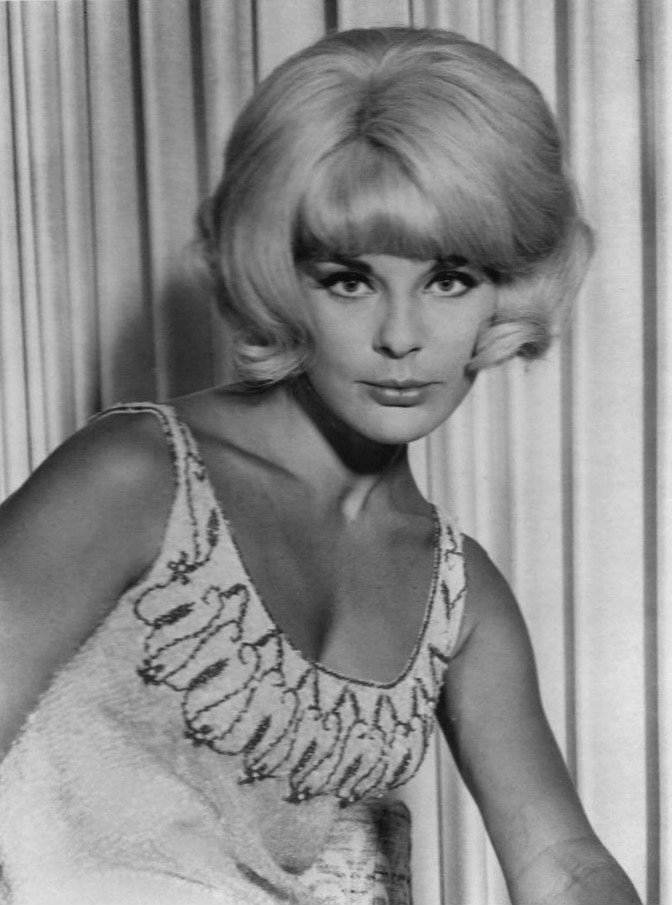
Elke Sommer.
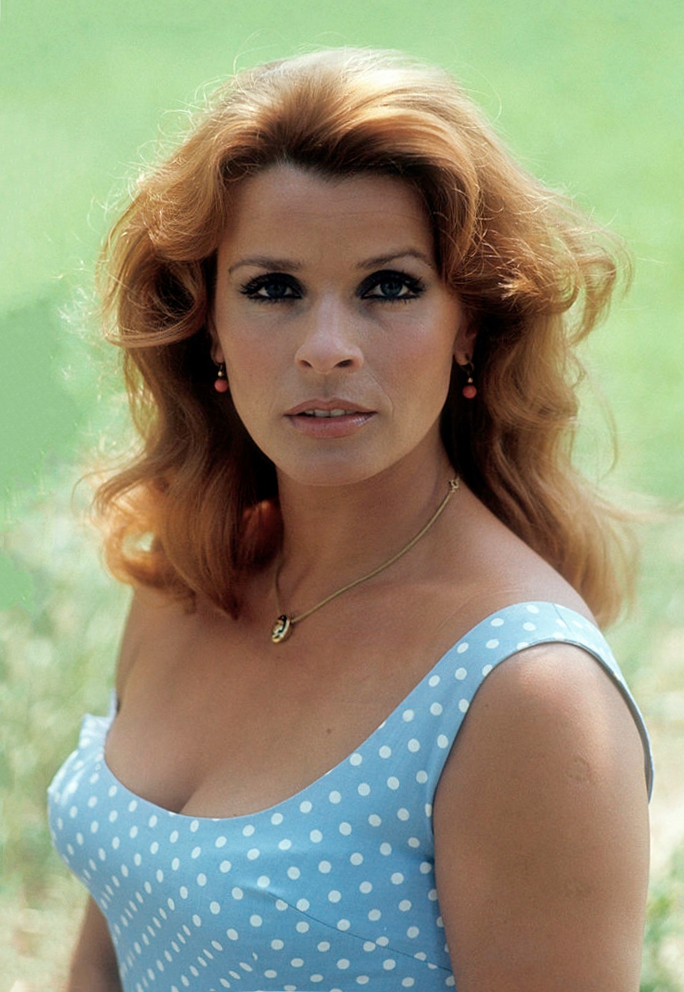
Senta Berger.
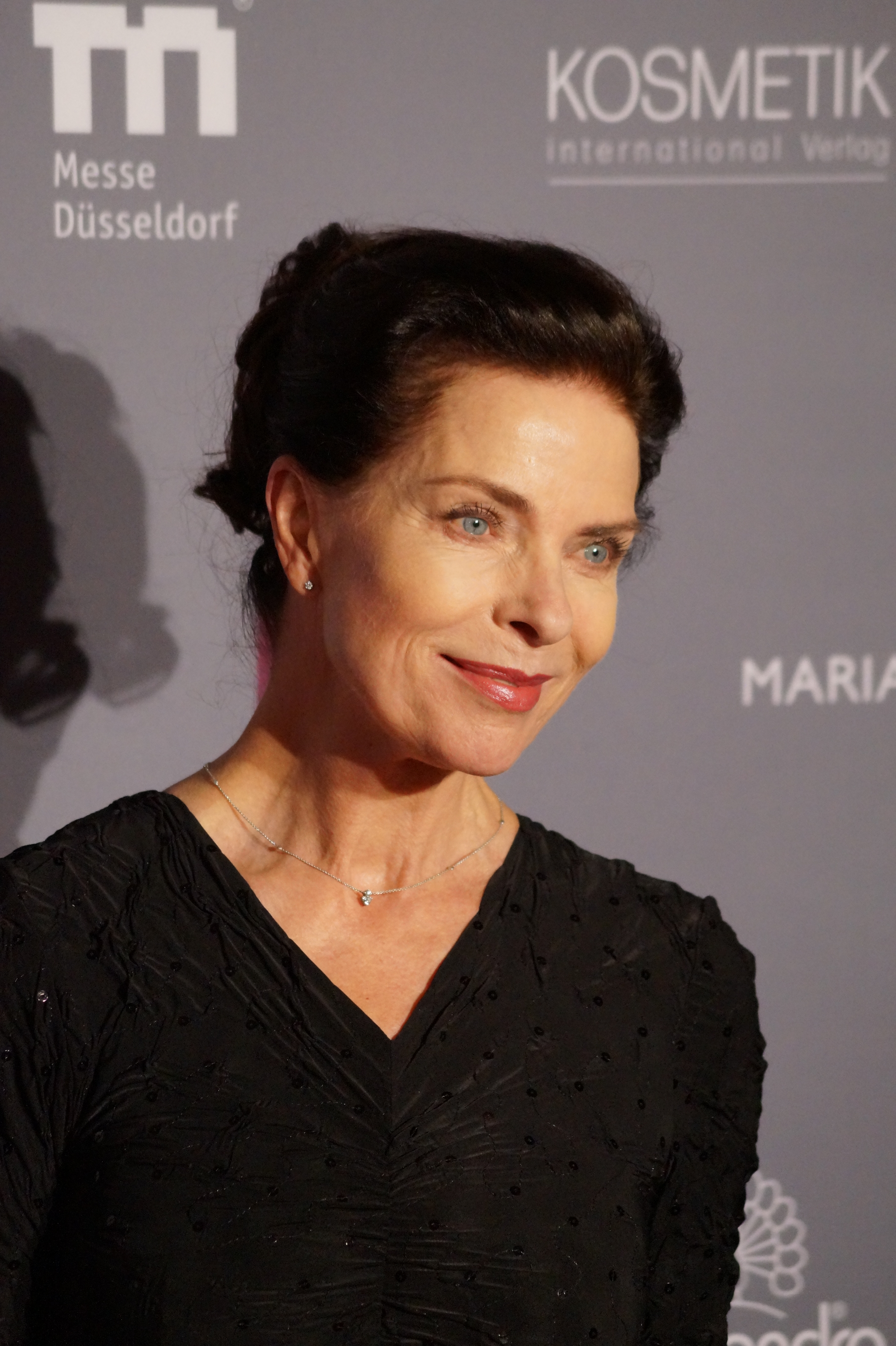
Gudrun Landgrebe.

### Acteurs
- Mario Adorf
- Hans Albers
- Moritz Bleibtreu
- Daniel Brühl
- Horst Buchholz
- Mathieu Carrière
- Gert Fröbe
- Gustav Fröhlich
- Joachim Fuchsberger
- Bruno Ganz
- Götz George
- Heinrich George
- Helmut Griem

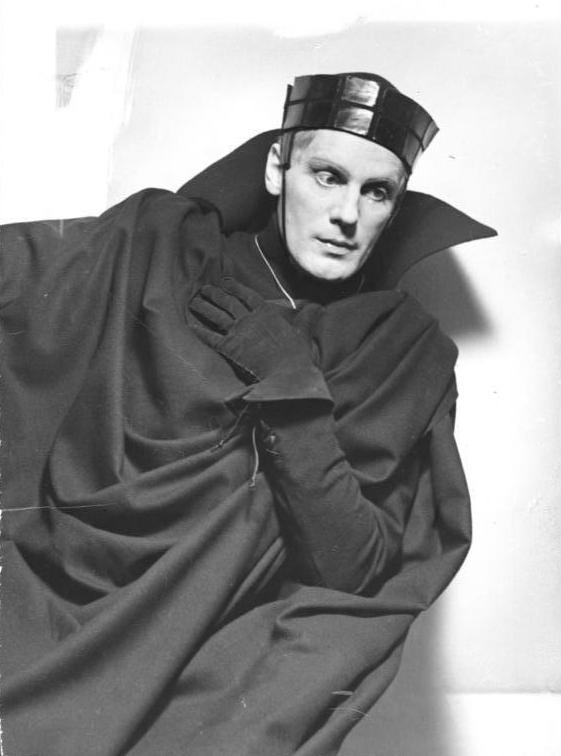
Gustaf Gründgens
- Emil Jannings
- Gottfried John
- Curd Jürgens
- Klaus Kinski (né en Pologne)
- Rudolf Klein-Rogge
- Sebastian Koch
- Werner Krauss
- Hardy Krüger
- Günter Lamprecht
- Ulrich Mühe
- Armin Müller-Stahl
- Uwe Ochsenknecht
- Jürgen Prochnow
- Max Riemelt
- Heinz Rühmann
- Jörg Schüttauf
- Til Schweiger
- Andreas Stenschke
- Erich von Stroheim
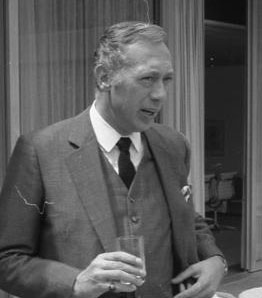
Horst Tappert
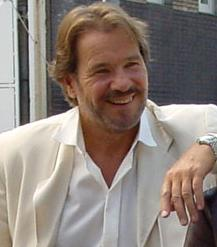
Götz George.
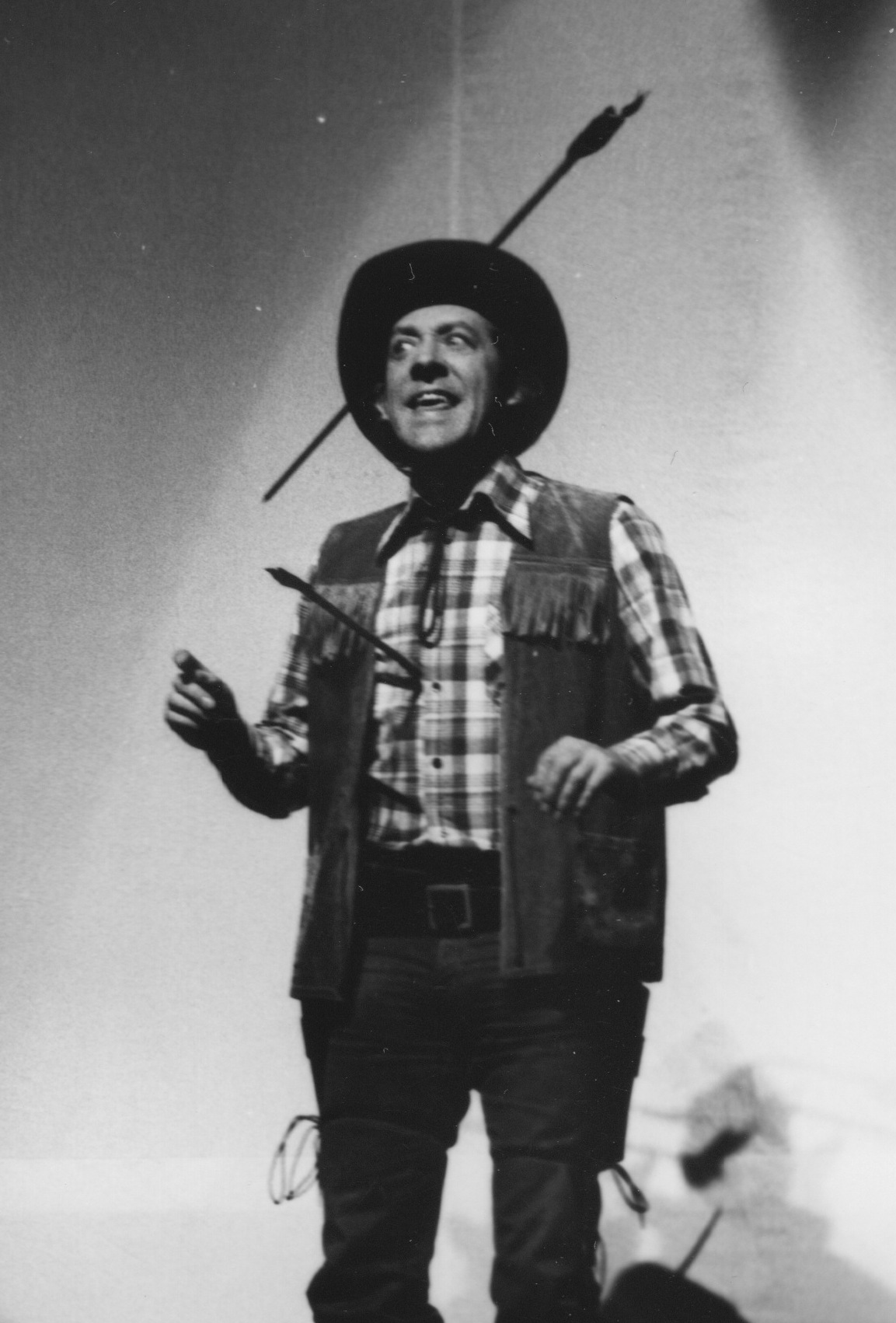
Dieter Hallervorden.
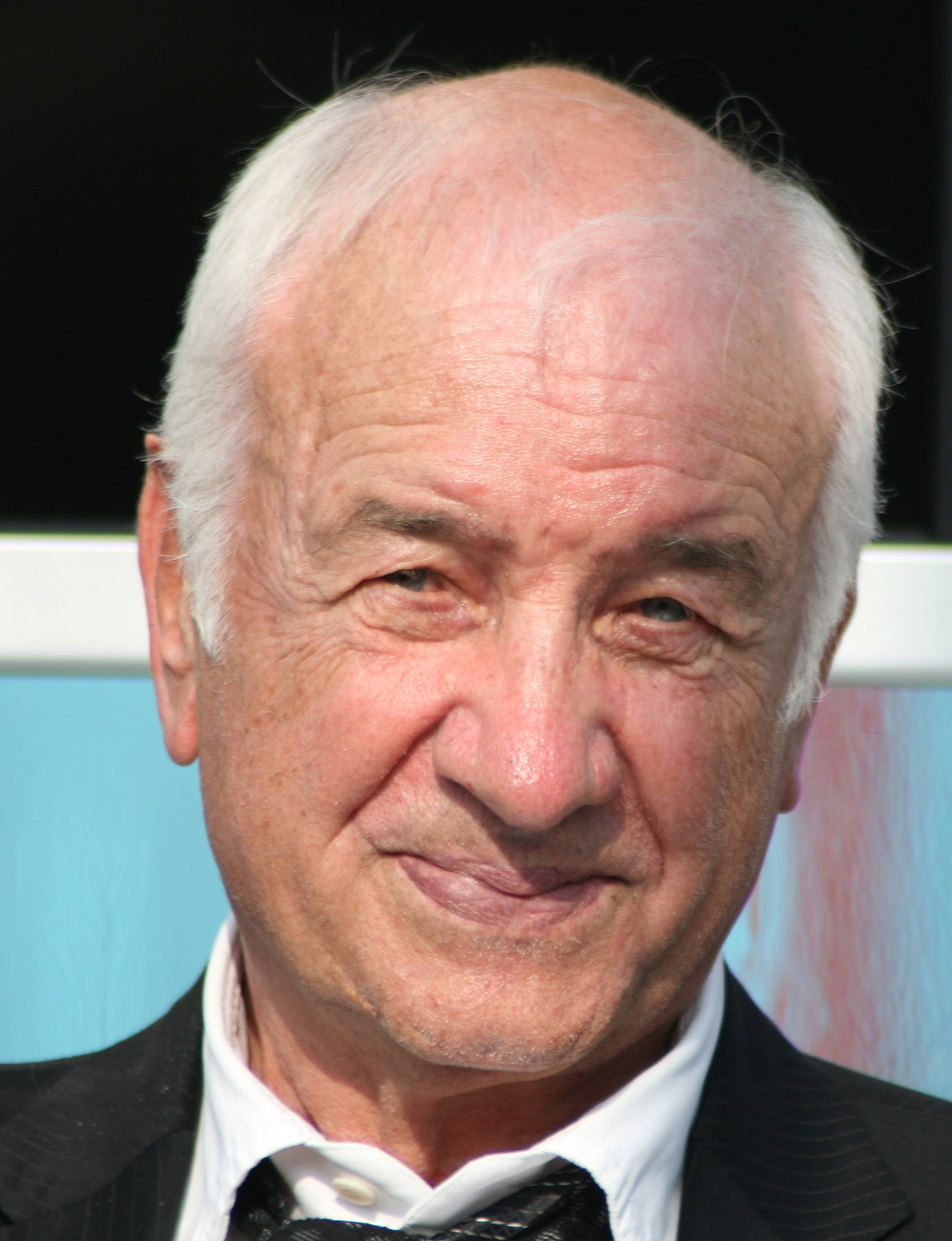
Armin Müller-Stahl.
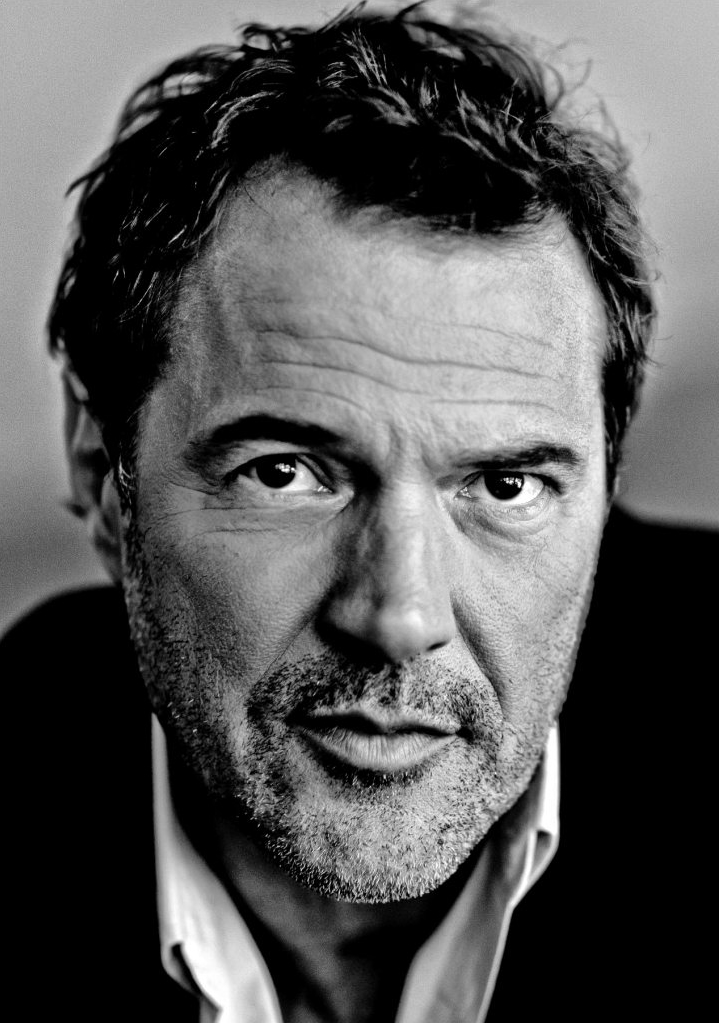
Sebastian Koch.

- Conrad Veidt

- Gustaf Gründgens
- Horst Tappert.
- Götz George.
- Dieter Hallervorden.
- Armin Müller-Stahl.
- Sebastian Koch.

### Réalisateurs
- Alfred Abel
- Herbert Achternbusch
- Maren Ade
- Percy Adlon
- Fatih Akın
- Jürgen von Alten
- Axel von Ambesser
- Thomas Arslan
- Aysun Bademsoy
- Josef von Báky
- Wolfgang Becker
- Hans Behrendt
- Ludwig Berger
- Hans Bertram
- Frank Beyer
- Rudolf Biebrach
- Hans-Christoph Blumenberg
- Bettina Blümner
- Walter Bockmayer
- Carl Boese
- Klaus Maria Brandauer
- Peter Paul Brauer
- Harald Braun
- Heinrich Breloer
- Detlev Buck
- Heiner Carow
- Erik Charell
- Pepe Danquart
- Viktor de Kowa
- Florian Henckel von Donnersmarck
- Doris Dörrie
- Andreas Dresen
- Slatan Dudow
- Ewald André Dupont
- Uli Edel
- Richard Eichberg
- Bernd Eichinger
- Heinz Emigholz
- Roland Emmerich
- Erich Engel
- Arnold Fanck
- Harun Farocki
- Rainer Werner Fassbinder
- Oskar Fischinger
- Peter Fleischmann
- Willi Forst
- Marc Forster
- Gerhard Friedel
- Carl Froelich
- Henrik Galeen
- Dennis Gansel
- Hans W. Geißendörfer
- Arthur von Gerlach
- Kurt Gerron
- Rochus Gliese
- Dominik Graf
- Valeska Grisebach
- Karl Grune
- Johannes Guter
- Alfred Halm
- Rolf Hansen
- Thea von Harbou
- Veit Harlan
- Falk Harnack
- Karl Hartl
- Reinhard Hauff
- Thomas Heise
- Benjamin Heisenberg
- Hanna Henning
- Werner Herzog
- Heinz Hille
- Heinz Hilpert
- Fritz Hippler
- Oliver Hirschbiegel
- Werner Hochbaum
- Christoph Hochhäusler
- Carl Hoffmann
- Kurt Hoffmann
- Hermine Huntgeburth
- Georg Jacoby
- Victor Janson
- Leopold Jessner
- Ines Johnson-Spain
- Rudolf Jugert
- Carl Junghans
- Phil Jutzi
- Romuald Karmakar
- Helmut Käutner
- Roland Klick
- Werner Klingler
- Alexander Kluge
- Hanns Kobe
- Carl Koch
- Volker Koepp
- Ulrich Köhler
- Lars Kraume
- Chris Kraus
- Hans Kyser
- Lothar Lambert
- Gerhard Lamprecht
- Fritz Lang
- Paul Leni
- Dani Levy
- Wolfgang Liebeneiner
- Peter Lilienthal
- Caroline Link
- Ulli Lommel
- Lupu-Pick
- Max Mack
- Kurt Maetzig
- Herbert Maisch
- Karlheinz Martin
- Paul Martin
- Joe May
- Paul May
- Oskar Messter
- Johannes Meyer
- Helke Misselwitz
- Friedrich Wilhelm Murnau
- Werner Nekes
- Peter Nestler
- Manfred Noa
- Curt Oertel
- Max Ophüls
- Franz Osten
- Richard Oswald
- Ulrike Ottinger
- Georg Wilhelm Pabst
- Heinz Paul
- Wolfgang Petersen
- Christian Petzold
- Harald Philipp
- Harry Piel
- Franz Porten
- Rosa von Praunheim
- Bruno Rahn
- Robert Reinert
- Lotte Reiniger
- Harald Reinl
- Edgar Reitz
- Leni Riefenstahl
- Otto Rippert
- Günther Rittau
- Karl Ritter
- Arthur Robison
- Oskar Roehler
- Marc Rothemund
- Walter Ruttmann
- Leontine Sagan
- Helma Sanders-Brahms
- Johannes Schaaf
- Peter Schamoni
- Ulrich Schamoni
- Angela Schanelec
- Maximilian Schell
- Sebastian Schipper
- Christoph Schlingensief
- Volker Schlöndorff
- Hans-Christian Schmid
- Helge Schneider
- Werner Schroeter
- Reinhold Schünzel
- Til Schweiger
- Hans Schweikart
- Guido Seeber
- Peter Sehr
- Herbert Selpin
- Max Skladanowsky
- Franz-Josef Spieker
- Curt Stark
- Wolfgang Staudte
- Paul L. Stein
- Hans Steinhoff
- Robert A. Stemmle
- Andreas Stenschke
- Hans-Jürgen Syberberg
- Rolf Thiele
- Wilhelm Thiele
- Rudolf Thome
- Georg Tressler
- Margarethe von Trotta
- Tom Tykwer
- Gustav Ucicky
- Karl Valentin
- Robert Van Ackeren
- Joseph Vilsmaier
- Alfred Vohrer
- Christian Wagner
- Erich Waschneck
- William Wauer
- Paul Wegener
- Alfred Weidenmann
- Hans Weingartner
- Wim Wenders
- Fritz Wendhausen
- Franz Wenzler
- Hans Werckmeister
- Bernhard Wicki
- Robert Wiene
- Henner Winckler
- Frank Wisbar
- Konrad Wolf
- Sönke Wortmann
- Hans H. Zerlett